# Lynn Redgrave
Lynn Rachel Redgrave (Londres, 8 de março de 1943 — Kent, Connecticut, 2 de maio de 2010) foi uma atriz britânica nascida na Inglaterra.

## Biografia
A atriz era filha dos atores Michael Redgrave e Rachel Kempson e irmã dos atores Vanessa Redgrave e Corin Redgrave. Era tia dos atores Natasha Richardson, Joely Richardson, Carlo Gabriel Nero e Jemma Redgrave.
Foi casada, entre 1967 e 2000, com o ator John Clark, pai dos seus três filhos: Kelly Clark, Annabel Clark e Ben Clark.
Lynn foi indicada ao Óscar por duas vezes, sendo a primeira concorreu ao prêmio de Melhor Atriz em 1967, pelo filme Georgy, A Feiticeira. A segunda vez foi em 1999, quando concorreu a Melhor Atriz Coadjuvante em Deuses e Monstros.
Lynn Redgrave faleceu no dia 2 de maio de 2010, aos 67 anos, em sua residência de Connecticut após uma longa batalha contra um câncer de mama. Encontra-se sepultada em Saint Peter's Episcopal Cemetery, Lithgow, Condado de Dutchess, Nova Iorque nos Estados Unidos, no mesmo local onde está a sua mãe a também atriz Rachel Kempson.

## Filmografia
- 1963 - Tom Jones …Susan
- 1964 - Girl with Green Eyes … Baba Brennan
- 1965 - Georgy Girl …Georgy
- 1979 - House Calls …Ann Anderson
- 1983 - Antony and Cleopatra … Cleópatra
- 1996 - Shine …Gillian
- 1998 - Gods and Monsters …Hanna
- 2003 - Peter Pan …Tia Millicent
- 2007 - The Jane Austen Book Club
- 2009 - Ugly Betty …Olivia Guillemette